# Kunsia tomentosus
Kunsia tomentosus је врста глодара из породице хрчкова (Cricetidae).

## Распрострањење
Врста има станиште у Боливији и Бразилу.

## Станиште
Станиште врсте је травна вегетација и подземни тунели које копа.

## Угроженост
Ова врста није угрожена, и наведена је као последња брига јер има широко распрострањење.